# 新桃太郎伝説
『新桃太郎伝説』（しんももたろうでんせつ）は、ハドソンより発売されたスーパーファミコン用RPG。監督はさくまあきらが、イラストは土居孝幸が、音楽はサザンオールスターズの関口和之が担当している。

## 概要
ファミリーコンピュータ版『桃太郎伝説』の6年後の世界を描いた正統な続編で、PCエンジン用ソフト『桃太郎伝説II』のストーリーやシステムに大幅な変更を加えた内容となっている。これまでのシリーズと比べてギャグ要素はかなり抑えられており、勧善懲悪の大枠は継承しつつ、シリアスかつ重厚な物語展開を特徴としている。劇中で登場人物の命が奪われる展開が描かれたのは、この『新桃太郎伝説』がシリーズ唯一である。
当初は『桃太郎伝説』と『桃太郎伝説II』をミックスさせた『桃太郎伝説I&II』として開発がスタートしている。しかし『II』の制作で削ったシナリオを完全版化・グラフィックの改良を行った結果、16メガビットROMを採用しながら『I』部分のみで8メガビット以上、『II』部分では16メガビットを超過してしまう。この事から「『II』のリニューアル移植」に方針を転換し、当時さくまが暖めていた『桃太郎伝説III』のシナリオを盛り込む形で開発された。結果として本作のシナリオは『桃太郎伝説II&III』といえるものになっているという。
基本的に前作のシステムを受け継いでおり、一般的なRPGにおけるキャラクターレベルを「段」、MPを「技」（技の数）と呼ぶなどの点は前作と共通している。
開発中のスローガンだった「敵キャラクターそれぞれに個性的な特殊能力を」という方針に基づき、敵キャラクターの攻撃バリエーションは非常に多岐にわたる。なお、開発時のバランス調整役として、後に「桃太郎電鉄シリーズ」の登場キャラクター「コマルン」のモデルになった小丸良人が携わっている。
さくま曰く大乗仏教と小乗仏教の対立が隠れたテーマとなっており、作中には仏教用語由来のキャラクターや地名が多数登場する。
『桃太郎伝説 速攻本』（プレイステーション版桃太郎伝説の公式攻略本）のさくまのインタビューによると、『新桃太郎伝説』の実質的な開発期間は4ヶ月であった。さくま自身は、「いつか完全版を作りたいですね」と語っている。
パッケージに描かれている題字は、黒澤明映画の題字を手がけたことで知られる書家の今井凌雪が揮毫した。
同社の『天外魔境』シリーズで美術監督を務める久保久がグラフィック担当スタッフとして制作に参加している。

## ストーリー
桃太郎が仲間たちと共に鬼が島のえんま大王を懲らしめてから6年の月日が流れた。改心後のえんまは、愛と勇気に目覚めて鬼と人間との共存を訴えていた。しかし、鬼が島の地下・地獄に控える鬼族の王・伐折羅王（ばさらおう）の腹心であるカルラの暗躍により、えんまは鬼の掟に背いた咎で奈落の底へ幽閉されてしまう。その後、カルラの進言により、伐折羅王は以前に桃太郎がえんまの元から救出したかぐや姫を再びその手中に収めることを画策、伐折羅王の命を受けた息子・ダイダ王子とカルラは月の宮殿へと向かう。かくしてかぐや姫に鬼族の手が迫る。
おじいさんとおばあさんの元へ戻っていた桃太郎は、かぐや姫の危機の知らせを受け、月行きの牛車に飛び乗り月の宮殿へと向かうが、立ちはだかるダイダ王子との戦いに敗れ、すべての力を奪われて月から追い出されてしまう。
傷つき倒れた後、生家で目覚めた桃太郎は、かぐや姫を救い人間界に迫る危機を阻止すべく、決意を新たに再び旅へ出るのだった。

## システム

### 5大システム
本作の新システムのうち、特に次に挙げる5つはさくまが打ち出したもので「5大システム」と呼ばれる。
タクティカル・ウェザー・バトル
本作の戦闘シーンでは「天気」の概念が存在する。フィールドで敵との戦闘に入るたびに一定の確率で天気が決定され、それぞれキャラクターに特殊な効果を及ぼす。天気の種類は、日照り・日本晴・晴れ・雨・雷雨・雪・時化の7種類。北国では雪が降りやすく日照りが起こらない、南国の場合はその逆であるなど地域によって確率は変動する。時化は海上でのみ発生する天気である。
キャラクターごとに得意な天気・苦手な天気が設定されており、得意な天気ではステータスが増加する・体力が自然回復する・術を使用した時の消費技数が少なくなるなどのメリットが得られる。反対に苦手な天気の場合、体力が自然に減る・術の消費技数が増えるなどのマイナス効果が発生する。キャラクターによっては全く動けなくなってしまったり戦闘から逃げ出してしまうこともあり、大きなデメリットとなってしまう。また、雷雨時に稲妻の術を使うと威力が上がるなど術の威力にも影響がある。
天気はあるアイテムや術を使って変えることが可能で、うまく操作できれば強敵と相対する際に有利に戦える。カエル系の敵は雨が降ると一部ステータスが2倍になるなど、敵の中にも天気によって強さが変わるものがいる。
フィールド以外の場所では天気の概念はなく、どのキャラクターでも通常の性能で戦闘が行われる。ただし、一部の敵キャラクターはダンジョン内に限りステータスが強化されることがある。
アクティブ・ウォーキング
村などの敵の出現しない場所やフィールドマップでは、仲間キャラクターがそれぞれ自由に歩き回る。画面全体をせわしなく縦横する（キジ）、ほとんど動かない（寝太郎）、コマ送りのようにカクカクしながら歩く（はらだし）などキャラクターごとに独特の動き方の癖が設定されている。
ヴァリアブル・メッセージ
本作には桃太郎を含め総勢19人の仲間キャラクターが登場し、ストーリー上重要な場面や強敵との戦闘では、連れているキャラクターがそれぞれ固有のセリフを喋る。そのセリフの量は、当時のスーパーファミコンのRPGとしては異例の多さである。
ベベルビュウ・マップ
フィールドマップはスーパーファミコンの拡大縮小機能を活用した美麗な斜め上からの見下ろし視点で表示される。
スーパーインポーズ
戦闘画面ではメッセージウインドウが存在せず、文字は背景に直接字幕で表示される（ON/OFFの切り替え可能）。

### その他の新システム
絶好調システム
フィールドやダンジョンを歩いていると、突然キャラクターの頭上に星マークが出現して「絶好調」状態になることがある。この状態になると各ステータスが上がるほか、会心の一撃の出る確率が大幅に上昇し、相手の攻撃を一定確率で無効にできる。ただしボス戦の際には効果が弱まり、一定の歩数を超えると効果が切れてしまう。元ネタは、元プロ野球選手の中畑清の代名詞から。
なお、「桃太郎電鉄シリーズ」の『桃太郎電鉄15 五大ボンビー登場!の巻』以降にも同名のシステムが搭載されている。
人気度システム
パラメータとして「人気度」が存在し、値が高くなると安値で買い物できたり特別な仲間が加入したりするなどのメリットが発生する。人気度は強敵を倒したり困っている村人の頼みを聞いてあげたりすると上昇し、戦闘から何度も逃走する（ぬけだしの術等での逃走を除く）、主人公に相応しくない言動をする、仲間に大怪我をさせるなどすると下降する。
城の建築
ストーリー中盤で自分の城を建設することができる。城の中には仲間キャラクターが控えている他、無料で利用できる宿屋などの設備もあり、料金を払って増築すれば茶店や今までのプレイ記録を見ることのできる部屋、檜風呂などを作ることもできる。
最初は建てた位置から動かせないが、職人の左源内に改造してもらうことにより、空を飛んで移動できるようになる。また、さらに改造を加えることで海中に潜ったり大砲を撃ったりすることも可能になる。

### その他の特徴
- 全仲間キャラクターには身長・体重が設定されている。時間が経過したりアイテムを食べても作中で変化することはない。身長はゲームの進行に関係ないが、体重は物語中盤のイベントに密接に関わっている。
- 段が上がると自動的に体力・技が全回復する。また、回復の術および回復アイテムを使用する際は「はやさ」が1.5倍となるためターン最初にほぼ優先して使用することができ、しかも使用後は自動的に術者は防御の状態になる。このため、回復する前に仲間がやられてしまうといったRPGにありがちな事態はおおむね回避できるようになっている。この仕様は『大貝獣物語』『天外魔境ZERO』など後のハドソンのRPGにも受け継がれている。
- これまでのシリーズと同様に、桃太郎の体力が0になると仲間が生存していても全滅扱いとなる。この時、過去作ではそれまで獲得した心の数（経験値）やアイテム等を維持したまま最後に訪れたセーブポイントからすぐに再開される仕様だったが、今作ではその場でゲームが終了し、再開するにはタイトル画面からセーブデータをロードし直す必要がある。またこの時に出るメッセージが前作までの「ちから　つきはてた」から「力尽き　果てた」と切り所が変わっている。
- 本作では多数のミニゲームが収録されており、金太郎の村でプレイできる「桃カルトクイズ」「桃まとあて」「桃福笑い」「ポコポコジャンケン」を始め、ほほえみの村のダジャレ大会、希望の都の漢字当てクイズ、暗算クイズなど多岐にわたる。『新桃太郎伝説究極本』（KKベストセラーズ刊）によると、開発段階では「金魚すくい」「クレーンゲーム」「もぐらたたき」「15パズル」も計画されていたが、容量その他の問題でお蔵入りとなってしまった。なお、『桃太郎電鉄V』の桃太郎ランドモードには「桃まとあて」「桃福笑い」「15パズル」が、『桃太郎まつり』には「オニたたき」（もぐらたたき）も加えて収録されている。

## 登場キャラクター

### 桃太郎とその仲間たち
※武器を一切装備できないキャラクターを除いて、各キャラクターは専用装備の他に刀も装備できる。ただし、浦島のモリ連続攻撃のような特殊効果は発生しなくなる。また、術が使えないキャラクターに技の最大値が上昇するアイテムを使用しても技の最大値は上昇しない。
桃太郎
本作の主人公。愛と勇気の子。
かぐや姫を救うべく月の宮殿に駆けつけたものの、立ちはだかるダイダ王子との戦いに敗れ、全ての力を奪われ放逐されてしまう。人間界に再び迫る危機を防ぐべく、決意を新たに旅立つ。ゲーム中では一切喋らない。
術は各地に住む仙人との修行によって覚え、他のキャラクターのように段が上がることによる習得はしない。ゲーム中最強の術「鹿角の術」を使うことができるが、前作での最強の術である「だだぢぢの術」は物語の冒頭でしか使うことができない。
前述のように、一部例外を除き桃太郎の体力が0になると他の仲間が生き残っていても全滅扱いになるが、戦闘中であれば崑崙の玉があれば回避できる。日本晴に強く、苦手な天気は無い。
専用装備は剣・刀、胴（鎧）。最強の装備品は「勇気」の名を冠している。
イヌ、サル、キジ（ポチ、モンタ、キーコ）
桃太郎のお供。プレイヤーが好きな名前をつけることもできる。デフォルト名はアニメ版の『桃太郎伝説』が初出（アニメ版のモンタは「紋太」表記）。
前作同様にきびだんごを与えることで仲間になり、さらに今作では戦闘中にきびだんごを与えると毎ターンサポートしてくれるようになる。また、お供にエサ（イヌまっしぐら、サルらっきょ、キジ豆）を与えると頭の良さ・好奇心・身のこなしのパラメータが上昇し様々な特技を覚える。パラメータが最大に達すると記念アイテムを貰える。お供の攻撃力は桃太郎の攻撃力に比例する。
金太郎
金太郎の村に住む元気な少年。夜叉姫を除く伐折羅王一族を直接名前で呼ばず、第二王子のアジャセ王子を「笛吹きの兄ちゃん」、第一王子のダイダ王子を「眠たそうな目の兄ちゃん」、伐折羅王を「夜叉姫の父ちゃん」と呼ぶ。
術は使えないが力持ちで、会心の一撃が出る確率が最も高く設定されている（32分の1）。段が上がると、技の代わりに体力を消費して3種類のすもう技（張り手、つっぱり、頭突き）を使えるようになる。日本晴に強いが日照りに非常に弱く、一切の行動ができなくなってしまう。
専用装備はまさかり、腹掛け。最強の装備品は「希望」の名を冠している。
浦島太郎
浦島の村で暮らす心優しい漁師。ゲーム中では「浦島」と表記される。
非力で体力が低く打たれ弱いが、モリを装備すると2回（敵の隠しパラメータである「段」が浦島より低い場合は最高4回まで）連続攻撃ができる。回復系の術が得意。釣りをした時に高価な魚を釣ることが多い。荒天には滅法弱く、苦手とする天気が雨・雷雨・日照り・雪の4つと全キャラクター中最多。
専用装備はモリ、着物。最強の装備品は「正義」の名を冠している。
夜叉姫
鬼族を束ねる地獄の王・伐折羅王の娘。伐折羅王と人間の娘の間に生まれたハーフで、ダイダ王子、アジャセ王子の腹違いの妹。
好戦的な性格で、伐折羅王の元を抜け出して桃太郎に戦いを挑んでくるが、桃太郎の慈しみの心に触れて改心し、力こそ全てと妄信し戦いのみに明け暮れる鬼族の生き方を正すべく、行動を共にするようになる。
敵全体に会心の一撃を与える「流れ星の術」や、相手のステータスを下げる術が得意。『II』に登場した分身の術は本作では削除されており、敵対時、味方時いずれも使用できない。伐折羅王戦では序盤の一定ターンで攻撃をためらう。雪に強いが日照りに特に弱く、体力が激しく減少していく。城の檜風呂に入浴する際に着物を脱ぐことがある。
専用装備は杖（他作品ではかんざし）、ふりそで。最強の装備品は「愛」の名を冠している。
銀次
前作で「スリの銀次」と呼ばれ恐れられていた、希望の都の料亭「い志ゐ」の若旦那。今ではスリから足を洗い、すでに妻帯者である。力を失って月から飛ばされた桃太郎のもとにいち早く駆けつける。
専用装備は包丁、着流し。一度に4本までの包丁を同時に装備することができ、使う包丁の種類によって体力回復・2回攻撃・敵の防御力を下げるなどの追加効果を得ることができる。段が上がると正義のために再び盗みの技を使うようになる。日本晴に強く、日照りに弱い。
ゲーム序盤では度々パーティーに加わっては離脱する。行く先々の村の宿などで待機している場合があるが、必ずしも仲間に加える必要はない。城が完成した時点で初めて常時仲間にすることが可能となる。
あしゅら
えんまの懐刀と呼ばれる鬼で、知力に優れる。美しいものが何より好き。えんま投獄後、伐折羅王の命で希望の都を恐怖に陥れていたが、桃太郎に懲らしめられて改心。間違った方向に進んでしまった鬼族を正すため桃太郎に味方する。
専用装備はバラ、絹。足の防具が装備できず、若干打たれ弱いのが欠点だが、はやさが全味方キャラクター中最高であり、かげぬいの術、まほろばの術、かりそめの術など専用の個性的な術を使うことができる。得意な天気は存在せず、時化に弱い。
えんま大王
伐折羅王の配下。ゲーム内では「えんま様」と表記される。前作で鬼族の王として桃太郎と戦った末に改心し、その後は鬼と人間との共存を目指していたが、伐折羅王の怒りを買い投獄されてしまう。
技以外のすべてのパラメータが高く、高度な術を使いこなす。全キャラクター中唯一の2回行動が可能。専用装備は独鈷、衣。得意な天気・苦手な天気が共に存在しない。
風神・雷神
前作で桃太郎と戦ったえんまの配下。投獄されたえんまの汚名をすすぐべく伐折羅王の配下となった後、カルラにそそのかされて再び桃太郎たちと戦うことになるが、再びこらしめられ桃太郎の仲間になる。
風神は回復系の術が、雷神は火炎系と雷系の術が得意。パーティーに風神と雷神の両方がいると雷神の使える術が増えるほか、風神雷神を除く敵味方すべてに大ダメージを与える「合体」が使えるようになる。風神の口癖は「ぴゅるるるるぅ」、雷神は「ぐゎらり　ぐゎらり」。専用装備は金棒（風神のみ）、腰巻き。風神は雨、雷神は雷雨に強く、時化には共に強い。風神は日照り、雷神は雪に弱く、この場合は双方とも術が使えなくなってしまう。
ましら
猿（ましら）の名の通りサルの姿をした鬼。本人曰く1940年にリバピールという所で生まれ、「だきしめない」「知らずに湯！」「Yesだぜ！」という曲をヒットさせた。ほほえみの村で配下のブルーモンキーズとともにケタ外れに音痴な歌で村人を苦しめていたが、桃太郎にこらしめられて自分が音痴であることを自覚、その後は改めて真面目に音楽を志す。桃太郎の城が完成すると同時に駆けつけ、仲間になる。
画面上に表示される鍵盤を3つ押し、その組み合わせによって攻撃するという一風変わったキャラクター。その種類はナチュラル攻撃、アルペジオ攻撃、スタッカート攻撃など様々。武器は装備できないが、パーティー中一番攻撃力の高い者と同じ攻撃力になる「フォルテシモ攻撃」や、ターンが経過するごとに味方全員の攻撃力が上がり続ける「クレッシェンド」、そのターンでは味方を行動不能にしてしまうもののみなせんたんの術に相当する効果を得られる「ブレス攻撃」など強力な技を多数持っている。専用防具は胴丸で、「ハ」「ニ」「ホ」「ヘ」「ト」「イ」「ロ」の音名を名前に冠している。全キャラクター中で唯一日照りを得意とし、雨に弱い。
寝太郎
寝太郎の村で橋の上に横たわって眠り続け桃太郎の行く手を塞ぐ巨体の持ち主。桃太郎の城が完成すると仲間に加わる。
基本ステータスが非常に高いが、巨体のため武器や胴の防具が装備できない。また戦闘中はほとんど寝ているが、低い確率（16分の1）で目を覚ました際は通常攻撃が全て会心の一撃になり、「かばう」コマンドで味方全員をかばうことができる。雪に強いが、日照りの時は気持ちよすぎて全く起きなくなってしまい、体力が減少していく。
でか太郎
非常に高い身長を持つ巨人。プロレスラーのジャイアント馬場がモデルで、馬場同様「アッポ〜！」を口癖とする。北国の庵に住んでいるにもかかわらずふんどし一丁で、桃太郎たちに重要アイテムである「かぎなわ」を渡す際にも、庵の裏の池に入って探す豪快振りを見せる。桃太郎の城が完成すると同時に仲間に加わる。
その高身長ゆえに武器や胴の防具を装備できないが、本来であれば命中率が25％低下する空中の敵に対しても問題なく攻撃可能。打撃は敵の防御力を無視し、1〜自分の攻撃力までの完全にランダムなダメージを与える。雪に強いが日照りの際には動けなくなってしまう。
はらだし
3枚の舌をもつ黄色いコンニャクのような妖怪。はらだしは種族名で本名は里吉。言葉の語尾に「っちゃ」をつける。サルカニの村南にあるはらだしの里に住んでいたが「お腰につけたきびだんご」をトカゲのしっぽと勘違いしており、それと引き換えに桃太郎の仲間に加わる。近い種族である妖怪のびろーんの言語を研究していたため、理解することができる。
そのヌルヌルの身体ゆえに敵の通常攻撃をほとんど受け付けない（一部例外あり）。またゲーム中屈指の強力な術「尻出しの術」や女湯を覗ける「まるだしの術」を使うこともできる。
レベルの上がり方が他のキャラクターと異なり、経験値が一定に達すると一気に5段ずつレベルアップする。唯一の専用装備にへそだしの刀（七支刀）があり、「はらだしのお茶」という専用回復アイテムがある（他の仲間が飲むと不味くて腹を壊し体力が減少する）。雨に強く日照りに弱い。
福の神
神々の里に住む神様。さくまあきらがモデル。「ウヒャヒャ」や「〜のぢゃ」など、仙人と同じ口調で話す。人気度が高い場合に仲間となる。
術が使えない上にステータスも低めだが、絶好調になると戦闘中に得られるお金が2倍になる。専用装備は錫杖、袈裟。錫杖にはそれぞれ術の効果が宿っており、攻撃時に一定確率で術が発動する。得意な天気・苦手な天気はともに存在しない。
フィールド上でエンカウントした際には桃太郎たちにお金を与える。
貧乏神
神々の里に住む神様。『週刊少年ジャンプ』の読者コーナー「ジャンプ放送局」でさくまらと共に仕事をしていた榎本一夫がモデル。申し訳程度ではあるが、術を使うことができる。
貧乏神には好きな名前をつけることができるが、「えのん」「えのもと」「えのっぴ」のいずれかにすると歩くたびにお金が減っていき絶好調になると減る額が倍になるいう役に立たない隠し要素がある。 専用装備は錫杖、ふんどし。得意な天気は無いが、雷雨が苦手で戦闘から逃げ出してしまう。
99段まで育てるとキングボンビーに変身するが術が使えなくなり、巨大化により一切の装備ができなくなってしまう。ただし、貧乏神の時に苦手だった雷雨の天気が逆に得意になる。
敵として登場する際には桃太郎たちのお金を毎ターン1両ずつ盗んだ末に逃走する。
天の邪鬼
神々の里に住む神様。『週刊少年ジャンプ』の元編集者で初期の「ジャンプ放送局」も担当していた鳥嶋和彦がモデル。次々に要求される無理難題を全てクリアすると仲間になる。偏屈な性格であり、後ろ向きに歩く。
通常攻撃はできず、段の上昇により覚える「梅」「竹」「松」「特」の特殊攻撃を行う。初期の攻撃こそある程度役立つものもあるが、上位のものほど攻撃内容が極端になりパーティーが大きな被害を受けることもある。ステータスは全キャラクター中最低。雨、雷雨に弱い。
敵として登場する際には「ヘイ！ヘイ！」という口癖とともに叶えてほしい願い事を桃太郎たちに提示するが、「眠りたくない→しばらく宿屋に泊まれなくなる」などと曲解して桃太郎たちに不利益を与える。
ユキだるま
雪だるまの姿をした女の子。ゲーム内では「雪だるま」と表記される。斎藤由貴がモデル。北国のフィールドでたまに出現し、パーティーにちょっといいことをして去っていく。アイテムの「風鈴」を持っていると仲間にすることができる。
天の邪鬼と同じく戦闘中の攻撃が全て特殊攻撃となる。敵味方双方に影響を与える行動が多い。高い段になると低確率で身体から氷の刃を撃ち出し、敵全員を一撃で倒すことがある（ボスキャラクターにはこの攻撃を行わない）。能力は天の邪鬼よりわずかに高い程度で、攻撃力は能力アップの仙豆を使わない限り一切上がらない。雪に強いが日照りには特に弱く、体力が激しく減少していく。
黒河童
湿地帯「鬼の爪痕」に現れ、旅人のお金や持ち物を根こそぎ奪って逃げていく妖怪。口癖は「カパッパ」。キュウリが大好物で、道具袋にキュウリがあると何よりも先に盗む。キュウリを食べている間にこらしめると仲間になってくれることがある。
武器や防具は装備できないが、若干の術が使え、段が上がるにつれて数々の有効な特殊攻撃を覚える。特に低確率で発生する「相手の尻子玉を抜く」攻撃はどんな相手でも一撃で倒すことができる（ボスキャラクターには発動しない）。一方、攻撃された際に腕が抜けたり皿の水がこぼれたりして、その戦闘の間だけ攻撃力が低下することがある。雷雨に強く日照りに弱い。
といちや
お金や道具を預かる業務を営むといちやグループの一員。城が完成した後にといちやに多額の現金を預けていると3万両と引き換えに仲間になる。
全ての行動にお金が必要。仲間が使える術であればほぼ全て使うことができる（鹿角や流れ星、あしゅらの使う術などは不可）が、強力な術ほど高額になる。ただし絶好調の時は半額になる。日本晴に強く日照りに弱い。

### 鬼族
鬼が島の地下に広がる地獄を拠点とする種族。伐折羅王を頂点に封建的な支配体制が敷かれている。性格は総じて頑なであり、戦いを通じて得た体験を何よりも重んじている。一方、同族意識の強さから同族を疑うことを知らず、前作で愛と勇気に目覚めたえんま大王に感化され人間との共存を目指す者もいれば、カルラの甘言に簡単に騙されてしまう者もいる。
伐折羅王（バサラおう）
地獄の王にして鬼族の総大将。ダイダ王子、アジャセ王子、夜叉姫ら鬼三兄妹の父。
桃太郎の愛と勇気に絆されたえんまを奈落の底へ投獄した後、ダイダ王子を月へ差し向けて、人間たちの希望の象徴であるかぐや姫を捕らえさせる。腹心のカルラから報告を受けて部下に様々な指示を出すが、自らは王の間に篭りきりで、真実を知らぬまま桃太郎への憎悪を募らせる。
ダイダ王子
鬼の王族の第一王子。伐折羅王と鬼司母神の間に生まれた純血の鬼で、アジャセ王子、夜叉姫の腹違いの兄。
戦いこそが全てと考える武人で、鬼族の資質を色濃く表している。物語の冒頭の戦いでは桃太郎の装備を全て弾き飛ばし、術などの力を全て吸い取った後に月から放逐するという圧倒的な力を見せるが、その後は桃太郎の成長に興味を持ち何度も戦いを挑んでくるようになる。
最後の戦いで桃太郎達の弱いからこそ互いに支え合って戦うという考え方を認めて改心し仲間となることを決意するも、背後からカルラに斬られて致命傷を負う。そして自分がカルラに利用され続けてきた事を悔やみ、桃太郎達やアジャセ王子に後事を託して息を引き取った。
アジャセ王子
鬼の王族の第二王子。伐折羅王と月の民の女の間に生まれた。ダイダ王子、夜叉姫は腹違いの兄妹にあたり、かぐや姫とはいとこ同士。
争いを好まぬ月の民の血をひくために純潔の鬼である父に遠ざけられており、王位継承権を兄のダイダ王子に譲り鬼の政治に口を出さないことを条件に自由を許され各地を放浪している。実は誰よりも鬼の世の行く末を心配しており、笛の音色を奏でながら桃太郎たちの前に度々姿を現す。その雅やかな風体からは想像できないほど戦闘力が高く、桃太郎の鹿角の術すらも完全に受け止める。戦闘後は桃太郎の慈しみの心を知りその正しさを確信し、妹を託して立ち去る。その後は桃太郎に様々な助言をする。
桃太郎たちとの激闘の末に真実を悟り改心した父をカルラの凶刃から庇って重傷を負うが、和解した父の鬼道により一命をとりとめる。
なお、開発当初は桃太郎達の仲間となる予定だったが、スタッフ内で「神秘性を持っていた方がいい」「仲間にして成長させるのは合わない」という意見が多かったためシナリオの狂言回し的な役割になった、とさくまは語っている。
カルラ
伐折羅王の腹心。鳥の姿をした鬼。本作のラストボス。口癖は「ケーケッケッ！」。
伐折羅王より全幅の信頼を寄せられており、ダイダ王子の目付け役も務める。しかしその裏では伐折羅王を騙して悪事に手を染めさせた本作の元凶である。
残虐非道な性格で自分以外の全ての者を自分が成り上がるための踏み台としか思っておらず、ある時は他の者の手柄を横取りし、ある時は強い者に媚びへつらって現在の地位を手に入れた。物語の中で幾度も桃太郎たちの前に現れては卑怯な手段を用いて苦しめ、罪もない人々をも躊躇なく殺害していく。終盤では桃太郎たちとの戦いを通して伐折羅王が真実に気づき、従えてきた鬼たちにも見限られたことで追い詰められるものの、温情から切腹を言い渡した伐折羅王の隙をついて殺害しようとし、庇いに入ったアジャセを手に掛けてしまう。瀕死の彼から流れる「月の血」を飲んだことでで巨大な怪物へと変貌し、月に赴いて「月の血」を大量に奪うことで完全無欠の存在になることを目論む。
これを阻止するべく鳳凰で追跡した桃太郎たちとの死闘の中、犠牲にしてきた者たちの怨嗟の声が耳に聞こえてきたことで精神の平静を乱すと共に徐々に石化していき、敗北を受け入れられないまま完全に石化。そのまま大地へと墜落して果てていった。
酒呑童子
大江山に住まう、ダイダ王子配下の三軍神の一人。風神、雷神を始め多くの鬼の尊敬を集める。三軍神の中では一番若い。地獄に満ち溢れた矛盾に疑問を感じている。酒呑童子四天王（かね童子、くま童子、とらくま童子、ほしくま童子）を従え、桃太郎と対決する。卑怯な戦い方を嫌い、戦闘前にはこちらの体力と技を回復させる。配下の四天王は毎年1000匹以上の鬼の中から選出され、雷神によると四天王の地位はえんま配下の鬼たちよりも高いらしい。桃太郎たちとの対決後、カルラによって鬼の牢獄に幽閉されてしまう。その後、牢獄から脱出し、えんま様を助ける為に奈落の底を掘って穴を開けるも体は既に限界を迎えており、絶命する。
羅生門
黄泉の塔を住処とする三軍神の一人。前作で桃太郎に敗れている。カルラに逆らったため左遷のような扱いを受け一竿の風月を決め込んでいた。鬼族の戦士の中では三千世界に次ぐ強さを持ち、正々堂々の勝負を信条とする。この戦闘のみ負けてもゲームオーバーにはならない。
前作の「天の仙人の元弟子」という設定はなかったことになっている。
三千世界
三軍神最強の鬼。正式な名前は三千大千世界。己の力に恐れを抱き引退していたが、カルラにそそのかされて鬼の軍に復帰、桃太郎の前に立ちはだかる。唱える術は全て最強である。戦いの後はこちらの体力と技を回復させてまたいつか会いたいと言って去る。
右魂鬼 / 左魂鬼
カルラが創り出した鬼で、カルラの両腕として力を揮う。猛毒の雨を降らせる能力を持つ。右魂鬼は「グルルルルル」、左魂鬼は「ガルルルルル」としか喋らない。
カルラの本性が露呈したことで離反するが、怪物化したカルラに踏みつぶされてしまった。
しこめ
えんま配下の老婆の姿をした鬼で氷の塔の主。前作で桃太郎に敗れ改心し、寝太郎の村の村人達と共存している。今作では桃太郎と交戦しない。
やまんば
サルカニの村南のやまんばの洞窟に住む。前作で桃太郎に敗れ改心し、サルカニの村の船大工たちに船を造るための洞窟を提供していたが、カルラにつけこまれ再び桃太郎に襲い掛かる。その後再び改心し、鬼が島で戦うことを決意する。
けんね翁・奪衣婆
三途の川の前の小屋で満月の水晶を守っている老夫婦。けんね翁は時々装備している武器を奪い取り、奪衣婆はその名の通り、戦闘開始時に装備している防具を奪い取る。

### その他のキャラクター
かぐや姫
前作で桃太郎に救出された、月の民を束ねる女王。鬼の襲撃を受け再び囚われの身となる。
神の末裔としての月の民の血を色濃く受け継いでいるために、その命は全世界と密接に関係している。
天の仙人
桃太郎に様々なアドバイスを与えてくれる仙人。ひえんの巻物と黄金の仏像を所持している。
甚八
おむすび村のネズミの長。村を作ろうとしていたところ鬼達に阻まれる。
花咲かじいさん
花咲かの村で桜を育てているおじいさん。お供の犬（ポチ）の飼い主。
乙姫
竜宮城を治める女王。かぐや姫とは遠い親戚。
辰巳
寝太郎の村に住む和菓子職人の若者。希望の都にある名店「寅信」に自分の和菓子を売り込み、体の弱い母親に楽をさせようと志す。桃太郎に和菓子の品名の名付けを依頼する。
トメさん
希望の都で大工を務める。桃太郎の城の建築、リフォームを行う。かつてからくりの村で修行をしていた。
孫市
からくりの村の大工。城のパワーアップを施す。
左源内
海底の洞窟に住むからくり職人。城を海底深くに潜水させる改造を施す。桃太郎の名前をよく間違える。

### 敵の名前について
本作に登場する敵の名前は仏教の地獄（八大地獄にそれぞれ付随する十六小地獄など）に由来するものが多く、「多苦」「不喜」など地獄の名前をほぼそのまま使ったものや、「異異」「一切」など一部を切り取ったものがある。

## VHSビデオ特典
本作の予約特典として、実写ドラマを収録したVHSのビデオテープが付属した。タイトルは『新桃太郎伝説 七夕の村は激戦区』。内容はゲーム本編と全く関係なく、シリアスな雰囲気の本編とは異なりギャグ要素が強い。
物語は、「七夕の村」の選挙戦で不正を働く現村長の再選を防ぐために桃太郎たちが活躍するというもの。登場人物の扮装こそ昔話風だが、テレビや電話、自動車が登場したり、一部の登場人物がスーツやディスコダンサー風の衣装を着ているなど、近代的な要素が混在している。鬼族からは伐折羅王、ダイダ王子、アジャセ王子、カルラなどが登場しているが、伐折羅王とダイダ王子は実写ではなくアニメーションで描写されている。
ハドソン創業者で当時社長だった工藤裕司が、企画・脚本・監督を一人三役で務めた。
主な出演者
- 桃太郎：清水美幸
- ポチ：飛田恵里
- 雉之助：沖田浩之
- 猿人：山田隆夫
- 花丸屋甚平：梅津栄
- 竹丸屋権蔵：荒井注
- 金太郎：ダンプ松本
- 静香：田中ゆき
- 銀次：清水健太郎
- 咲子：川上麻衣子
- 露木：エド山口
- 鬼沢寅夫：掛田誠
- 弥平：横山あきお
- 浜卓次：正司玲児
- 浜マキ子：正司敏江
- 金下：樋浦勉
- ナンシー：片岡みえ
- 大工のトメさん（ナレーション兼）：及川ヒロオ
- カブキ団十郎：石渡譲二(友情出演)

スタッフ
- 原作：さくまあきら
- 製作プロデューサー：深沢清澄
- ゲームプロデューサー：竹部隆司
- プロデューサー：栗田忠俊
- 撮影：大岡新一
- 照明：山川英明
- 美術：木目憲悟
- 録音：今井善孝
- VE：山口義彦
- スクリプター：今井文子
- 音楽：杉原葉子
- 監督補：皆川智之
- 制作担当：林実
- 制作主任：今村勝範
- プロデューサー補：佐山五郎
- ゲーム音楽：関口和之
- ゲームキャラクター：土居孝幸
- タイトル：今井凌雪
- 監督助手：杉山順、小松文彦、加藤悦夫、毛利安孝
- 撮影助手：倉持武弘、高橋創、島崎靖
- 照明助手：渡辺雄二、山本辰雄、渡辺洋二、大石政弘、佐々木信夫
- 録音助手：鴇田満男、林昭一、矢野友二
- 特機：志村大作
- 美術助手：岩崎憲彦、長道創
- 装飾：柴田博英、中山誠、松田光敏
- 衣裳：杉山栄子、平林奈緒美、吉田さなみ、秋林まるみ
- メイク：西村ひとみ、三岡美恵子
- 結髮：三岡洋一、深沢由美子、河合三恵
- 操演：岡村隆男
- 殺陣：車邦秀（若駒）
- カースタント：高橋政生、中野鉄也、山口富美男（タカハシレーシング）
- キャスティング：河崎正幸、名木美佐子
- スチール：吉野高志
- 音響：龍淵雄司
- 効果：粕谷浩之
- MA：水津一博
- 編集助手：今井文子
- EED：松村正美
- プログラム：飛澤正人
- CG：野中和彦、佐藤裕、蟹江則宏、大竹浩史
- 動画：水野洋司、新城真
- 制作進行：榊田茂樹、木次谷良助
- 制作デスク：卜部美左恵、藤田輝幸
- 製作協力：サマープロジェクト、テレセカンド、Bee Studio
- 企画・脚本・編集・監督：工藤裕司
- 製作：ハドソン

挿入歌
- 「愛と勇気の讃え歌」：井上麻美
- 「人生の分岐道（わかれみち）」：清水健太郎・川上麻衣子

## CD
『新　桃太郎伝説』VICL-40102～4
1994年4月21日、ビクターエンタテインメントより発売された３枚組サウンドトラックCD。壱盤・弐盤にゲーム中のオリジナルサウンド全55曲、参盤にアレンジバージョン9曲を収録。

## 関連書籍
ガイドブック
- 新桃太郎伝説 ハドソン公式ガイドブック （1994年 小学館 ISBN 9784091024664）
  - 巻末にさくまあきら・土居孝幸・関口和之らメインスタッフによる座談会とハドソンの開発スタッフによる座談会が掲載されている。
- 新桃太郎伝説究極本 （1994年 KKベストセラーズ ISBN 9784584160169）
  - 『君は｢新桃｣の60%しか知らない』をキャッチコピーにイベント、裏技など様々な隠し要素を始め内部パラメータの公開、本作の開発ドキュメンタリーや没キャラクター・没アイテム・没イベント、さくまあきらと広井王子の対談、土居孝幸書下ろしの桃太郎とおとも達（イヌ・サル・キジ）がアムカスの桃太郎チームに潜入する漫画「桃太郎潜入記」が掲載されている。

小説
本作のノベライズ作品が1996年に上下巻で小学館スーパークエスト文庫より発売された。著者は浜崎達人（現・浜崎達也）挿絵はキャラクターデザインを手掛けた土居孝幸が担当している。
- 新桃太郎伝説 上巻　（ISBN 9784094404517）
- 新桃太郎伝説 下巻　（ISBN 9784094404524）